# Gustav-Adolf Stange
Gustav-Adolf Stange (* 4. April 1940 in Münster) ist ein deutscher Jurist und Politiker der CDU.

## Leben
Stange wurde 1967 Verwaltungsrichter, zuletzt war er von 1992 bis 1994 Präsident des Verwaltungsgerichts Greifswald und 1994/95 Vizepräsident des Oberverwaltungsgerichts und 1995/96 Richter am Landesverfassungsgericht Mecklenburg-Vorpommern. Von 1996 bis 1998 war er Staatssekretär im Innenministerium Mecklenburg-Vorpommern, danach arbeitete er zwei Jahre als Rechtsanwalt, bevor er 1999 Staatssekretär im brandenburgischen Justiz- und Europaministerium wurde. Ende 2002 ging er in Pension.
Aufgrund der Trennungsgeld-Affäre wurde er 2008 vom Landgericht Potsdam wegen versuchten Betruges zu einer Geldstrafe von 7500 Euro verurteilt.
Stange ist verheiratet und hat zwei Kinder. Er ist Mitglied der katholischen Studentenverbindung A.V. Arminia Münster im CV.

## Werke
- Landespersonalvertretungsgesetz Mecklenburg-Vorpommern; Ergänzbarer Kommentar mit weiterführenden Vorschriften von Klaus Vogelgesang, Frank Bieler, Gustav-Adolf Stange, u. a., Erich Schmidt Verlag, Loseblattsammlung, Stand 2005
- Verwaltungsgerichtsbarkeit und öffentliches Recht – Aufbau und Bewährung – in Mecklenburg-Vorpommern, Gustav-Adolf Stange, Gerhard Völker, Karin Haegert, Erich Hobbeling (Hrsg.), Bornheim 1997